# Apristurus aphyodes
Apristurus aphyodes – gatunek ryby chrzęstnoszkieletowej z rodziny Pentanchidae, występujący na północnym wschodzie Oceanu Atlantycznego na głębokości 1010–1800 metrów.